# Musaranya de Johnston
La musaranya de Johnston (Sylvisorex johnstoni) és una espècie de mamífer de la família de les musaranyes. Viu al Camerun, la República Centreafricana, la República del Congo, la República Democràtica del Congo, Guinea Equatorial, el Gabon, Ruanda, Tanzània i Uganda. El seu hàbitat natural són els boscos de plana humits tropicals o subtropicals i els montans humits subtropicals o tropicals. Es troba amenaçada per la pèrdua d'hàbitat.